# 안양여자중학교
안양여자중학교(安養女子中學校)는 대한민국 경기도 안양시 만안구 안양동에 있는 사립 중학교이다.

## 학교 연혁
- 1951년 3월 7일 : 재단법인 훈세사 설립인가
- 1952년 3월 22일 : 안양여자중학교 설립인가
- 1952년 3월 22일 : 초대 김완종 교장 취임
- 1970년 4월 18일 : 초대 이재준 이사장 취임
- 1970년 8월 18일 : 학교법인 대림학원으로 정관변경
- 1974년 1월 17일 : 학칙 변경인가(18학급)
- 2015년 1월 1일 : 제8대 남용 이사장 취임
- 2021년 3월 1일 : 제9대 구재회 교장 취임
- 2024년 2월 20일 : 제73회 졸업(147명, 누계 18,782명)
- 2024년 3월 4일 : 신입생 135명 입학
- 2025년 1월 9일 : 제74회 졸업(126명, 누계 18,908명)
- 2025년 3월 1일 : 제10대 김경옥 교장 취임
- 2025년 3월 1일 : 신입생 130명 입학

## 참고 자료
- 안양여자중학교 - 한국교육학술정보원 학교알리미